# Sergio Rubín
Sergio Rubín, né le 30 juillet 1958, est un journaliste argentin et le biographe du pape François dont il a rédigé la seule biographie disponible lors de son élection en mars 2013.

## Biographie
Rubín fait la connaissance de Jorge Bergoglio dans les années 1990, alors qu’il réalise des interviews de l’archevêque Antonio Quarracino. En 2010, il publie Le Jésuite (El Jesuita), la première biographie de  Jorge Bergoglio, dont l’idée lui était venue, avec la journaliste italienne Frances Amrogetti, après le conclave de 2005 où le cardinal Bergoglio avait obtenu 40 suffrages, soit le plus grand nombre jamais obtenu par un papabile latino-américain.
Avec 5 600 autres journalistes, il assure la couverture du conclave de 2013 à issue duquel Bergoglio est élu pape. Rubín devient alors très sollicité par les médias internationaux, en sa qualité de seul biographe.